# Giuseppe Virgili
Giuseppe Virgili (* 24. Juli 1935 in Udine; † 10. Juni 2016 in Florenz) war ein italienischer Fußballspieler, er spielte auf der Position eines Stürmers.
Giuseppe Virgili begann seine Karriere in seiner Heimatstadt bei Udinese Calcio, hier konnte er sich bereits in seiner zweiten Saison einen Stammplatz erspielen. In der Saison 1954/55 wechselte er dann zum AC Florenz, wo er vier sehr erfolgreiche Spielzeiten verleben sollte. In der Saison 1955/56 wurden die Florentiner auch dank der zahlreichen Toren von Virgili zum ersten Mal in ihrer Geschichte Meister. Dies ermöglichte zudem die Teilnahme am Europapokal der Landesmeister 1956/57. Hier erreichte die Viola das Finale, wo man jedoch an Real Madrid scheiterte. In der Saison 1958 wechselte Virgili dann zum Ligakonkurrenten Talmone Torino, am Ende der Saison belegte Torino trotz zehn Virgili-Toren den letzten Platz und stieg damit in die Serie B ab. Zur Saison 1960/61 wechselte Virgili zum AS Bari und kehrte damit in die Serie A zurück. Jedoch stieg auch Bari am Ende der Saison in die Serie B ab. In der folgenden Serie-B-Saison verlor er dann seinen Stammplatz und konnte nur noch drei Treffer erzielen.

## Vereinsstatistik
Vereine
- Udinese Calcio Serie A 1952/53 2 Spiele – ? Tore
- Udinese Calcio Serie A 1953/54 33 Spiele – 9 Tore
- AC Florenz Serie A 1954/55 29 Spiele – 15 Tore
- AC Florenz Serie A 1955/56 32 Spiele – 21 Tore
- AC Florenz Serie A 1956/57 22 Spiele – 10 Tore
- AC Florenz Serie A 1957/58 18 Spiele – 9 Tore
- Talmone Torino Serie A 1958/59 25 Spiele – 10 Tore
- AC Turin Serie B 1959/60 ? Spiele – 21 Tore
- AS Bari Serie A 1960/61 22 Spiele – 6 Tore
- AS Bari Serie B 1961/62 14 Spiele – 3 Tore

Spiele
- Serie A 183 Spiele – 80 Tore
- Serie B 14 Spiele – 24 Tore

Total: 197 Spiele – 104 Tore
Europapokal
- AC Florenz Europapokal der Landesmeister 4 Spiele – 1 Tor

Erfolge
- Italienischer Fußball-Meister mit dem AC Florenz 1 × (1955/56)
- Finalist Europapokal der Landesmeister mit dem AC Florenz 1 × (1956/57)

## Nationalmannschaft
Von 1955 bis 1957 bestritt Virgili sieben Länderspiele für die italienische Nationalmannschaft. Sein Debüt gab er am 27. November 1955 im Heimspiel gegen Ungarn, welches die Ungarn mit 2:0 für sich entscheiden konnten. Beim 3:0-Sieg der Italiener gegen die Brasilianische Fußballnationalmannschaft am 25. April 1956 erzielte Virgili seine beiden Länderspieltore. Mit dem 6:1-Kantersieg der jugoslawischen Fußballnationalmannschaft am 12. Mai 1957 endete Virgilis Einberufungen für die Nationalmannschaft.